# Palacio de los Deportes
Palacio de los Deportes – hala sportowo-widowiskowa w stolicy Meksyku, mieście Meksyk. Znajduje się w kompleksie sportowym Magdalena Mixhuca, w pobliżu lotniska Mexico City i naprzeciwko Foro Sol. Na arenie odbywają się zawody sportowe i koncerty. Obiekt może pomieścić 20.000 ludzi na wydarzenia sportowe i 26.000 na koncerty.

## Zawody sportowe
W Palacio de los Deportes odbywają się zawody w następujących dyscyplinach: siatkówka, koszykówka, hokej na lodzie. W latach 1994–1995 na arenie odbyły się zawody klubu CBA Mexico City Aztecas, oraz tylko w 1995 zawody klubu Mexico Toros. 6 grudnia 1997 odbył się mecz koszykarskich klubów Houston Rockets i Dallas Mavericks, który zakończył się zwycięstwem klubu Houston Rockets 108:106.

## Artyści występujący w Palacio de los Deportes
W hali odbywało się wiele koncertów muzycznych muzyki pop i rock, między innymi: Adele, Aerosmith, Ariana Grande, Arctic Monkeys, Avril Lavigne, Beyoncé Knowles, Bob Dylan, Bon Jovi, Big Time Rush, Billy Joel, Black Sabbath, Blondie, Blur, Bruce Springsteen, Celine Dion, Cher, Christina Aguilera, Def Leppard, Demi Lovato, Depeche Mode, Ed Sheeran, Evanescence, Garbage, Guns N' Roses, Gwen Stefani, Hilary Duff, Iron Maiden, Judas Priest, Katy Perry, Kiss, Kylie Minogue, Madonna, Megadeth, Metallica, Motley Crue, Muse, My Chemical Romance, Myles Kennedy, Nine Inch Nails, OneRepublic, Paramore, Paul McCartney, Pearl Jam, Radiohead, Rammstein, Red Hot Chili Peppers, Ricky Martin, Rihanna, Roger Waters, Scorpions, Selena Gomez, Slash, Shakira, Soundgarden, Tame Impala, Tokio Hotel, Twenty One Pilots, Van Halen, U2, The Who, ZZ Top.

## Źródła
- Image-Machine: Félix Candela’s Palacio de los Deportes